# Беленичное
Беленичное — деревня в Тавдинском городском округе Свердловской области. Входит в состав Крутинского сельского совета.

## География
Населённый пункт расположен на правобережной террасе реки Тавда в 7 километрах на север от административного центра округа — города Тавда.

### Часовой пояс
Беленичное как и вся Свердловская область, находится в часовой зоне МСК+2. Смещение применяемого времени относительно UTC составляет +5:00.

## Население
| 2002 | 2010 | 2021 |
| ---- | ---- | ---- |
| 73   | ↘65  | ↘46  |

## Улицы
Деревня разделена на две улицы: Белояровская и Набережная.